# Jessy Dubai
Jessy Dubai (México, 12 de noviembre de 1989) es una actriz pornográfica transexual mexicana nacionalizada estadounidense.

## Biografía
Jessy Dubai nació en México en noviembre de 1989 en una familia con ascendencia mexicana y colombiana. A muy pronta edad, se marchó con su familia a los Estados Unidos, donde comenzó el proceso de hormonamiento.
Con 18 años hizo sus primeras apariciones en shows por Internet. Más tarde comenzó a actuar en diversos escenarios como corista y drag queen en shows de burlesque. En ese período trabajó como maquilladora y bailarina, diseñando sus propios trajes.
Debutó en la industria pornográfica en noviembre de 2013 con la película TS Seduction. Hasta la fecha, ha trabajado con diversos estudios como Devil's Film, Trans Angels, Evil Angel, Gender X, Transsensual, Grooby Productions, Kink.com o Trans500.
Algunos de sus trabajos han sido American She-Male X 6, My Transexual Lover, Next She-Male Idol 8, TS Lusty Latinas o TS, I Love You.
En 2016 se alzó con el Premio XBIZ a la Artista transexual del año.
Ha rodado más de 280 películas.

## Premios y nominaciones
| Año  | Ceremonia                       | Resultado | Premio                                           | Trabajo                                   |
| ---- | ------------------------------- | --------- | ------------------------------------------------ | ----------------------------------------- |
| 2014 | Nightmoves                      | Nominada  | Mejor actriz transexual                          | —                                         |
| 2014 | Nightmoves Fan Awards           | Nominada  | Mejor actriz transexual                          | —                                         |
| 2015 | Premios AVN                     | Nominada  | Artista transexual del año                       | —                                         |
| 2015 | Premios AVN                     | Nominada  | Mejor escena de sexo transexual                  | Tranny Chaser 2: Confessions Of A Poolboy |
| 2015 | Nightmoves                      | Nominada  | Mejor actriz transexual                          | —                                         |
| 2015 | Nightmoves Fan Awards           | Ganadora  | Mejor actriz transexual                          | —                                         |
| 2015 | Transgender Erotica Awards Show | Nominada  | Mejor actuación hardcore                         | —                                         |
| 2015 | Transgender Erotica Awards Show | Nominada  | Mejor escena de sexo                             | Tranny Chaser 2: Confessions Of A Poolboy |
| 2015 | Premios XBIZ                    | Nominada  | Artista transexual del año                       | —                                         |
| 2016 | Premios AVN                     | Nominada  | Premio Fan: Mejor actriz transexual              | —                                         |
| 2016 | Premios AVN                     | Nominada  | Artista transexual del año                       | —                                         |
| 2016 | Premios AVN                     | Nominada  | Mejor escena de sexo transexual                  | Transsexual Gang Bangers 18               |
| 2016 | Nightmoves                      | Nominada  | Mejor artista transexual                         | —                                         |
| 2016 | Nightmoves Fan Awards           | Nominada  | Mejor artista transexual                         | —                                         |
| 2016 | Premios XBIZ                    | Ganadora  | Artista transexual del año                       | —                                         |
| 2017 | Premios AVN                     | Nominada  | Artista transexual del año                       | —                                         |
| 2017 | Premios AVN                     | Nominada  | Premio fan: Artista transexual favorita          | —                                         |
| 2017 | Transgender Erotica Awards      | Nominada  | Mejor actuación hardcore                         | —                                         |
| 2017 | Transgender Erotica Awards      | Nominada  | Mejor escena                                     | Transsensual                              |
| 2017 | Transgender Erotica Awards      | Nominada  | Mejor escena transman                            | EddieWood.xxx                             |
| 2017 | Premios XBIZ                    | Nominada  | Artista transexual del año                       | —                                         |
| 2018 | Premios AVN                     | Nominada  | Premio fan: Mejor artista transexual             | —                                         |
| 2019 | Transgender Erotica Awards      | Nominada  | Mejor escena chico-chica                         | Active Booty                              |
| 2020 | Premios AVN                     | Nominada  | Mejor escena de sexo transexual en grupo         | The Family Friend With Benefits           |
| 2020 | Premios XBIZ                    | Nominada  | Artista transexual del año                       | —                                         |
| 2021 | Premios XBIZ                    | Nominada  | Artista transexual del año                       | —                                         |
| 2023 | Premios AVN                     | Nominada  | Artista transexual del año                       | —                                         |
| 2023 | Premios AVN                     | Nominada  | Mejor actuación dramática en película transexual | May the Best Slut Win                     |
| 2023 | Premios XBIZ                    | Nominada  | Artista transexual del año                       | —                                         |
| 2024 | Premios XBIZ                    | Nominada  | Mejor escena de sexo transexual                  | Girls Will Be Girls                       |